# Bethalus arator
Bethalus arator là một loài chân đều trong họ Armadillidae. Loài này được Barnard miêu tả khoa học năm 1937.